# Akimoto Masahiro
Akimoto Masahiro (秋元 雅博 Akimoto Masahiro, sinh ngày 15 tháng 4 năm 1979) là một cựu cầu thủ bóng đá người Nhật Bản.

## Sự nghiệp cầu thủ
Akimoto sinh ngày 15 tháng 4 năm 1979 tại tỉnh Ōita. Anh gia nhập câu lạc bộ J1 League Sanfrecce Hiroshima từ đội trẻ năm 1998. Ngày 5 tháng 9, anh có trận đấu ra mắt gặp câu lạc bộ Shimizu S-Pulse.

## Thống kê câu lạc bộ
| Thành tích câu lạc bộ | Thành tích câu lạc bộ | Thành tích câu lạc bộ | Giải vô địch | Giải vô địch | Cúp                   | Cúp                   | Cúp Liên đoàn | Cúp Liên đoàn | Tổng cộng | Tổng cộng |
| Mùa giải              | Câu lạc bộ            | Giải vô địch          | Số trận      | Bàn thắng    | Số trận               | Bàn thắng             | Số trận       | Bàn thắng     | Số trận   | Bàn thắng |
| Nhật Bản              | Nhật Bản              | Nhật Bản              | Giải vô địch | Giải vô địch | Cúp Hoàng đế Nhật Bản | Cúp Hoàng đế Nhật Bản | J.League Cup  | J.League Cup  | Tổng cộng | Tổng cộng |
| --------------------- | --------------------- | --------------------- | ------------ | ------------ | --------------------- | --------------------- | ------------- | ------------- | --------- | --------- |
| 1998                  | Sanfrecce Hiroshima   | J1 League             | 1            | 0            | 0                     | 0                     | 0             | 0             | 1         | 0         |
| 1999                  | Sanfrecce Hiroshima   | J1 League             | 0            | 0            | 0                     | 0                     | 0             | 0             | 0         | 0         |
| Quốc gia              | Nhật Bản              | Nhật Bản              | 1            | 0            | 0                     | 0                     | 0             | 0             | 1         | 0         |
| Tổng cộng             | Tổng cộng             | Tổng cộng             | 1            | 0            | 0                     | 0                     | 0             | 0             | 1         | 0         |